# 스텔리오스 미야키스
스틸리아노스 "스텔리오스" 미야키스(그리스어: Στυλιανός "Στέληως" Μυγιάκης, 1952년 5월 5일~)는 그리스의 전직 레슬링 선수로 1980년 하계 올림픽 그레코로만형 페더급에서 금메달을 획득했다.